# Jacques Choupin
L'amiral Jacques Choupin, né le 13 avril 1924 à Saint-Chély-d’Apcher, mort le 19 septembre 2002 à Toulon, est un officier français. Il fut notamment le commandant du porte-avions Foch entre 1972 et 1974 après en avoir été le «chef des opérations» dix ans auparavant. De 1980 à 1982, il fut Alpaci, commandant du centre d’expérimentation du Pacifique et commandant supérieur des forces armées françaises du Pacifique.

## Biographie

### Jeunesse et études
Jacques Antoine Choupin naît le 13 avril 1924 à Saint-Chély-d’Apcher (Lozère). Il est le fils de Luc Choupin, ingénieur civil des mines de Saint-Étienne, et de Germaine Sangoy. Il a un frère Victor (15 avril 1919 - 6 avril 1986), qui sera médecin généraliste.
Pendant la guerre 1939-1945, sa famille s’installe à Oran (Algérie). Ainsi, du collège de Maubeuge, il poursuit ses études au lycée d’Oran puis en classe préparatoire au lycée d’Alger. En 1943, il entre à l’École Navale d’Alger.
Il est Enseigne de vaisseau de 2e classe le 1er mars 1945 puis Enseigne de vaisseau 1re classe le 1er septembre 1946.

### Carrière militaire
Il entame une carrière d'officier de marine et en 1949 participe à la guerre d’Indochine à bord de l’aviso colonial le Savorgnan de Brazza.
En septembre 1949, il entre à Salon-de-Provence et obtient son brevet de pilote le 11 septembre 1950.
Puis il rejoint l’École des brevetés de l’Aéronautique navale située sur la Base aérienne 708 de Meknès. C’est là qu’il obtient son brevet de pilote de chasse le 14 février 1951. Il est Lieutenant de vaisseau le 9 octobre 1951.Il devient chef de la section marine à l’école de chasse.
En février 1955, il commande l’escadrille 52.S à Khouribga.
De 1957 à 1959, il est à Dakar, sur la base aéronautique navale de Port-Étienne.
En 1959 et 1960, il est en formation à l’École supérieure de guerre navale à Paris puis au Cours supérieur Interarmées (prédécesseur du Collège interarmées de Défense).
Le 1er octobre 1960, il est capitaine de corvette. En 1961, il est officier de manœuvre sur le croiseur Colbert.
En 1962, il est le chef de cabinet du préfet maritime de la Méditerranée à Toulon, le vice-amiral d’escadre Baudouin, jusqu’en 1964.
Le 5 octobre 1964, il est capitaine de frégate et est le chef du groupe opérationnel du porte-avions Foch. Il participe pendant une année aux essais nucléaires à Mururoa.
Du 15 avril 1967 au 4 juin 1968, il commande l’escorteur d’escadre Dupetit-Thouars.
De 1968 à 1970, il est professeur de tactique aérienne à l’École supérieure de guerre navale.
De 1970 à 1972, il est capitaine de frégate, commandant la base d'aéronautique navale de Landivisiau.
Du 6 septembre 1972 au 3 avril 1974, il commande le porte-avions «Foch». Il est capitaine de vaisseau. Ce commandement fut, de son propre aveu, sa plus grande fierté.
De 1974 à 1975, il est auditeur au Centre des hautes études militaires (IHEDN). En 1977, au grade de contre-amiral, il devient adjoint du directeur de l’IHEDN, le général André Marty ; il est membre du Groupe Interministériel de Coordination de l’Action en Mer des Administrations (G.I.C.A.M.A.).
Contre-amiral en 1977, il succède à Pierre Lacoste au commandement de l’École supérieure de guerre navale, de 1978 à 1980.

Le 1er septembre 1980, chargé du dossier, il a l’honneur de présenter au Président de la République Valéry Giscard d’Estaing, les trois solutions envisagées par la Marine pour doter la France de deux porte-avions à propulsion nucléaire pour remplacer les porte-avions «Clemenceau» et «Foch». 
Fin septembre, le Président prend la décision en optant pour la troisième solution et la construction de deux porte-avions ; en 1996 le premier porte-avions est dénommé «Charles de Gaulle» sur la décision du Président Jacques Chirac ; la construction du deuxième porte-avions PA 2 est abandonnée dans le courant des années 2000.

En septembre 1980, il reçoit le commandement du Centre d’expérimentation du Pacifique (CEA) et le commandement supérieur des forces armées françaises en Polynésie dans le Pacifique.
C’est dans le cadre de cette fonction qu’il a l’occasion de se baigner le 26 décembre 1981, dans le lagon de Mururoa, devant les journalistes et les caméras de télévision, pour les convaincre que les eaux ne sont pas polluées par les essais nucléaires français,.
Il est élevé au grade de vice-amiral en 1982.

### Vie privée
Le 6 septembre 1956, Jacques Choupin épouse à Rabat (Maroc) Renée Paulette Aimée Bertrand (1929-2012), diplômée de l’EPF (École polytechnique féminine), professeur de mathématiques.
Ils s’étaient rencontrés en 1952, elle professeur à Rabat et lui chef de la section marine à l’école de chasse sur la Base aérienne 708 de Meknès.
En 1966, il est pressenti pour être l’aide de camp du Général de Gaulle, alors Président de la République. Madame Yvonne de Gaulle s’y serait opposée, arguant de son mariage avec une femme divorcée.
Le couple a eu trois enfants :
- Catherine, diplômée de l’École normale supérieure de Paris, agrégée de lettres classiques, professeur de classes préparatoires HEC, écrivain.
- Christian, diplômé HEC.
- Bertrand, diplômé de l’ESLSCA Paris.

Jacques Choupin meurt le 19 septembre 2002 à Toulon (Var) et est inhumé au cimetière du Malzieu-ville (Lozère). Son épouse Renée meurt le 3 décembre 2012 et est inhumée au côté de son époux.

## Décorations
- Commandeur de la Légion d'honneur[9]
- Officier de l'Ordre de l'Étoile noire
- Croix de guerre T.O.E.
- Commandeur du mérite maritime
- Médaillé de l'Aéronautique

## Hommage
Une plaque est apposée sur sa maison familiale place Eugène de Rozière au Malzieu ; elle figure au parcours historique de la ville qui lui rend aussi hommage dans l'historique du site officiel de la mairie.
Un portrait de l’amiral Jacques Choupin a été réalisé en avril 2025 par l’artiste peintre Ashley Létan, d’après photographie.